# TNA Today
TNA Today é um programa online gratuito de wrestling profissional transmitido pela empresa Total Nonstop Action Wrestling. Tem como host o entrevistador Jeremy Borash, com aparências ocasionais do comentarista assistente Don West. É utilizado, de fato, como um complemento do programa semanal Impact Wrestling, e é utilizado para novos angles, estreias de wrestlers, e anunciar promoções (geralmente uma diferente cada dia).

## História
Antes da estréia do TNA Today, a TNA teve uma série de shows transmitido na internet e outros conteúdos exclusivos, incluindo o TNA Global Impact! e alguns podcasts com apenas o áudio. Em 2007, a companhia estreou o "Hot News Updates" em seu site, o que eventualmente era noticiado no TNA Today. O show era normalmente hospedado no YouTube, embora por um curto espaço de tempo a conta da TNA foi suspensa por razões não especificadas e o show foi transferido para o MySpace TV até que a suspensão terminasse.
Em 14 de setembro de 2007, foi noticiado que o TNA Today foi o vídeo mais visto por um período de treze dias no mês de agosto de 2007. Em 27 de abril de 2010, o show começou a ser exibido ao vivo todos os dias no site oficial da TNA.

### TNA En Espanol
Em 2008, uma versão em espanhol do TNA Today estreou no site da TNA, comentado em espanhol pelo locutor Willie Urbina. O programa também apresenta entrevistas exclusivas realizadas pelo seu parceiro de transmissão Hector Guerrero.

### Spin Cycle
Em maio de 2008, a TNA adicionou um novo segmento, chamado de TNA Spin Cycle, uma mesa redonda entre os funcionários da TNA Wrestling discutindo diferentes temas. Jeremy Borash apresenta o show, enquanto Shark Boy ou a stable The Beautiful People executam o segmento "Dirty Laundry".

### Hermie do Hotseat
Começando em 27 março de 2009, o ex-piloto da NASCAR Hermie Sadler estreou um segmento chamado Hermie's Hotseet, que dispõe de uma entrevistas com vários artistas e funcionários da TNA.

### TNAtion
Em 2009, a TNA lançou um site chamado TNAtion, dedicado à comercialização de produtos da TNA. SoCal Val e Consequences Creed co-apresentaram um segmento que mostrava os melhores momentos do TNA Impact!, e respondiam perguntas de artistas da TNA, e traziam informações sobre o uso do site TNAtion.

### Pillow Talk
Em dezembro de 2010, a TNA Knockout SoCal Val estreou um segmento chamado Pillow Talk, que apresenta uma entrevista com vários artistas e funcionários da TNA.

### iMPACT Xtra
Em novembro de 2010, um novo segmento chamado iMPACT Xtra, que exibia imagens exclusivas não puderam ser vistas durante a transmissão do iMPACT! na Spike.

### Retorno do TNA Today
Em 7 de junho de 2012, durante o pós-show do Impact Wrestling, Jeremy Borash anunciou que o TNA Today iria voltar a ser exibido durante a semana com shows na segunda-feira a quarta-feira. O show retornou oficialmente em 12 junho de 2012. Os convidados que apareceram no TNA Today são Bobby Roode, Joseph Park, Austin Aries, Billy Corgan, Bob Ryder, Brooke Tessmacher, Madison Rayne, Al Snow, Robbie E, Mike Tenay, Jeff Hardy e a presidente da TNA, Dixie Carter.

## Características especiais
O TNA Today geralmente apresentava partidas retiradas do Xplosion, bem como reapresentações de vídeos apresentados durante o Impact!. Em setembro de 2007, a TNA assumiu uma nova abordagem, tendo Jeremy Borash no final do show e brevemente o show parou. Proporcionando uma nova perspectiva, isso não mudou muito o material que o show apressentava, como tentativas ocasionais de Borash entrevistar, muitas vezes foram ignoradas. Às vezes o show teve locais alternativos para a transmissão, como transmições em cidades que hospedam pay-per-views ou festivais de fãs.
TNA Today também possui materiais exclusivos, que não foram transmitidos na televisão. A característica mais comum é a revelação de novos produtos e promoções, tais como mercadorias (camisetas, DVDs, etc) e "Ofertas Insanas" de Don West. Além disso, TNA Today exibia entrevistas não disponíveis em qualquer outro show, que varia entre os lutadores (como Frankie Kazarian), recém-chegados fazem sua estréia na TNA (como Talia Madison e Angel Williams), e até mesmo várias aparições exclusivas da CEO da TNA Dixie Carter, que não apareceram durante as transmições normais do Impact!.
Após a criação dos novos TNA World Championships, o TNA Today exibiu uma edição especial em que o Diretor de Gestão Jim Cornette apresentou Kurt Angle, Team 3D, e Chris Sabin com as novas versões do TNA World Heavyweight Championship, TNA World Tag Team Championship, e TNA X Division Championship, respectivamente. Na edição de 31 de dezembro, em Oshawa, Ontário, Jeremy Borash disse que as pessoas do escritório da TNA estavam pensando em realizar um PPV da TNA no Canadá.